# Rob Edelenbos
Rob Edelenbos (1968) is een Nederlands voormalig topkorfballer. Hij speelde voor onder andere DKOD en Oost-Arnhem, maar ook voor het Nederlands korfbalteam.							

## Spelerscarrière

### Begin van carrière
Edelenbos werd in 1988 overgehaald door Ben Crum om te komen korfballen bij DKOD. Edelenbos was 20 en werd bestempeld als talent.							
Hij maakte in seizoen 1989-1990 zijn debuut in het 1e team van DKOD. In de zaalcompetitie deed de ploeg in de Hoofdklasse A lang mee om de eerste plaats, echter liep dit net voor het eind van de competitie niet goed af. DKOD kwam 1 punt tekort en werd gedeeld 2e. In de veldcompetitie werd de ploeg 1e in de Hoofdklasse A, maar verloor het in de kruisfinale met 13-12 van ROHDA.

### Oost Arnhem
Edelenbos verruilde in 1990 van club en sloot zich aan bij Oost-Arnhem. Zijn transfer maakte veel los bij DKOD, waarbij zelfs Ben Crum als coach opstapte.							
Onder coach Aart Schalk en met teamgenoten zoals Ron Steenbergen, Jitte Bukkens en Bandi Csupor had Oost-Arnhem een sterke selectie.							
In zijn eerste seizoen bij zijn nieuwe club, 1990-1991 deed de ploeg het goed. Oost-Arnhem werd in de zaalcompetitie 1e in de Hoofdklasse A door ongeslagen de competitie door te komen. Als favoriet moest Oost-Arnhem de zaalfinale spelen tegen Deetos, een ploeg die in de competitie 6 punten minder had verzameld. Echter won Deetos de finale met 12-10. In de veldcompetitie strandde Oost-Arnhem in de kruisfinale.							
Het seizoen erop, 1991-1992 werd een seizoen van net-niet. In de zaal kwam de ploeg 1 punt tekort om zich te plaatsen voor de finale en in de veldcompetitie ging het weer fout in de kruisfinale.							
In seizoen 1992-1993 werd Oost-Arnhem weer 2e in de zaalcompetitie, waardoor er weer geen zaalfinaleplaats werd bemachtigd. In de veldcompetitie was de focus weg en werd de ploeg zelfs 4e.							
Seizoen 1993-1994 werd een anoniem seizoen voor Oost-Arnhem. In de zaal werd de ploeg 5e en in de veldcompetitie kwam de ploeg niet in de kampioenspoule terecht. Ze wisten degradatie te ontlopen. 							
Dit zou het laatste seizoen zijn voor Edelenbos in het topkorfbal. In 1994 gaf hij aan te stoppen, op 26-jarige leeftijd vanwege motivatiegebrek.

## Oranje
Edelenbos werd in september 1991 geselecteerd voor het Nederlands korfbalteam, onder bondscoach Ben Crum. Hij speelde 10 officiële interlands, waarvan 4 op het veld en 6 in de zaal.							